# Вошберн (Міссурі)
Вошберн (англ. Washburn) — місто (англ. city) в США, в окрузі Баррі штату Міссурі. Населення — 407 осіб (2020).

## Географія
Вошберн розташований за координатами 36°35′20″ пн. ш. 93°57′57″ зх. д. / 36.58889° пн. ш. 93.96583° зх. д. (36.588812, -93.965698).  За даними Бюро перепису населення США в 2010 році місто мало площу 2,32 км², з яких 2,32 км² — суходіл та 0,00 км² — водойми.

## Демографія
Згідно з переписом 2010 року, у місті мешкало 435 осіб у 178 домогосподарствах у складі 110 родин. Густота населення становила 188 осіб/км².  Було 203 помешкання (88/км²).
Расовий склад населення:
| - 94,0 % — білих - 0,9 % — корінних американців - 0,2 % — вихідців з тихоокеанських островів |

До двох чи більше рас належало 4,6 %. Частка іспаномовних становила 4,6 % від усіх жителів.
За віковим діапазоном населення розподілялося таким чином: 24,8 % — особи молодші 18 років, 64,2 % — особи у віці 18—64 років, 11,0 % — особи у віці 65 років та старші. Медіана віку мешканця становила 33,1 року. На 100 осіб жіночої статі у місті припадало 90,8 чоловіків;  на 100 жінок у віці від 18 років та старших — 98,2 чоловіків також старших 18 років.
Середній дохід на одне домашнє господарство  становив 49 181 долар США (медіана — 40 536), а середній дохід на одну сім'ю — 58 516 доларів (медіана — 49 531). Медіана доходів становила 32 250 доларів для чоловіків та 24 118 доларів для жінок. За межею бідності перебувало 20,8 % осіб, у тому числі 36,2 % дітей у віці до 18 років та 21,3 % осіб у віці 65 років та старших.
Цивільне працевлаштоване населення становило 241 осіб. Основні галузі зайнятості: виробництво — 44,8 %, освіта, охорона здоров'я та соціальна допомога — 18,3 %, науковці, спеціалісти, менеджери — 9,5 %, транспорт — 7,1 %.